# Lisbonense (Schiff)
Die Lisbonense ist eine 2010 gebaute portugiesische Fahrzeug- und Personenfähre der Reederei Transtejo & Soflusa. Die als Katamaran ausgelegte Fähre verbindet Lissabon mit dem Südufer des Tejo.

## Geschichte
Als Ersatz für die beiden noch aus den 1950er Jahren stammenden Autofähren Eborense und Alentejense bestellte die Reederei Transtejo & Soflusa bei der Werft Navalria aus Aveiro im November 2008 zwei Neubauten. Diese waren für die 1977 gegründete und 2008 von der Martifer Group übernommene Werft die ersten Neubauten überhaupt. Als erstes der beiden Fährschiffe wurde unter der Baunummer 2 die spätere Lisbonense auf Kiel gelegt. Der Stapellauf des Neubaus fand am 21. Mai 2010 statt, bei dem er auf den traditionellen Fährschiffnamen Lisbonense – der Bezeichnung für die Einwohner der Stadt Lissabon – getauft wurde. Sie ist bereits die vierte Fähre dieses Namens. Die Ablieferung an die Reederei fand am 29. Oktober 2010 statt.
Mit der Betriebsaufnahme am 24. Februar 2011 ersetzte die Lisbonense und ihr im selben Jahr gebautes Schwesterschiff Almadense die beiden alten Fähren Eborense und Alentejense. Während die Reederei die Eborense weiterhin vorhält, wurde die Alentjense anschließend abgewrackt. Die Reederei setzt die Lisbonense zusammen mit der Almadense wie zuvor die Vorgängerbauten zunächst auf der Route zwischen dem Cais do Sodré auf der Lissaboner Seite und Cacilhas auf dem Südufer des Tejo ein. Diese Linie ist ein Bestandteil des öffentlichen Nahverkehrs in der Region und die einzige Fährverbindung, die seit der Eröffnung der Brücke Ponte 25 de Abril im Jahr 1966 auch Fahrzeuge über den Fluss befördert. Damit erschließt sie die direkt am Ufer gelegenen Städte wie Cacilhas, um die die Autobahn einen großen Bogen nimmt. Seit der Betriebsaufnahme ist die Fähre ausschließlich bei Transtejo & Soflusa im Einsatz. Die Eborense setzte die Reederei inzwischen auf der Route Trafaria – Porto Brandão – Belém ein.

## Das Schiff
Die Länge des Schiffes beträgt 47,50 Meter, es ist 16,00 Meter breit und weist einen Tiefgang von 2,20 Metern auf. Das Schiff ist mit 1479 BRZ vermessen. Der Antrieb besteht aus zwei Dieselmotoren, deren Leistung zusammen 1700 PS betragen. Diese wirken auf zwei Schrauben, das Schiff erreicht eine Geschwindigkeit von 11,0 Knoten. Die Fähre ist für 360 Passagiere und 29 Fahrzeuge zugelassen.